# Giallo in casa Muppet
Giallo in casa Muppet (The Great Muppet Caper) è un film del 1981 diretto da Jim Henson.
È il secondo della serie di film musicali che hanno come protagonisti i Muppet di Jim Henson. Il film venne prodotto dalla Henson Associates, dalla ITC Entertainment e dalla Universal Pictures, e uscì il 26 luglio 1981 negli USA. È l'unico film dei Muppet diretto da Jim Henson. Il film uscì negli USA poco dopo la fine del Muppet Show. Venne filmato in Inghilterra.

## Trama
Kermit, Fozzie e Gonzo sono reporter investigativi per il quotidiano Daily Chronicle. Un giorno, dopo che il terzetto non ha riportato in prima pagina una grande rapina di gioielli, chiedono al loro editore di consentire loro di recarsi a Londra per indagare sulla rapina e intervistare la vittima, la famosa stilista Lady Holiday.
Con solo $ 12 per il viaggio, sono costretti a viaggiare in una stiva dell'aereo e vengono letteralmente buttati fuori dall'aereo mentre passa sopra la Gran Bretagna. Arrivati a Londra, alloggiano al cadente Hotel Felicità, che è popolato da altri personaggi Muppet come il Dr. Denti e gli Electric Mayhem, Scooter, Olaf, il Dott. Bunsen Honeydew, Beaker, Lew Zealand, Rowlf, Sam l'aquila, Pops, Beauregard, Harry il pazzo, Camilla la gallina e il nuovo arrivato, Rizzo il topo. La mattina dopo, quando Kermit cerca Lady Holiday nel suo ufficio, al suo posto trova la nuova receptionist, l'affascinante Miss Piggy, e la scambia per la stilista. Innamoratasi della rana, Piggy si atteggia a Lady Holiday e chiede a Kermit di uscire a cena; per mantenere la posa, permette a Kermit di presumere che viva in un indirizzo "intellettuale". Si intrufola in una casa al 17 di Highbrow Street per aspettarlo, con grande sorpresa degli attuali residenti britannici della classe alta, e vanno a cena in un nightclub.
Al nightclub, la collana di diamanti di Lady Holiday viene rubata dal suo geloso fratello Nicky e dai suoi complici Carla, Marla e Darla, tre delle sue modelle di moda (gli stessi ladri che l'hanno derubata all'inizio del film). Dopo la rapina, la sciarada di Miss Piggy viene rivelata e lei fugge, lasciando indietro Kermit, anche se in seguito i due si riconciliano in un parco. Nonostante l'attrazione immediata di Nicky nei confronti di Miss Piggy, lui e le sue complici la incastrano per il furto della collana e progettano di rubare un gioiello ancora più grande e prezioso: il favoloso "Diamante Baseball" di Lady Holiday, ora esposto alla Galleria Mallory. Gonzo origlia il loro piano. Lui, Kermit, Fozzie e gli altri residenti dell'Hotel Felicità decidono di intercettare i ladri e catturarli in flagrante per scagionare Miss Piggy.
I Muppet si intrufolano nella Galleria Mallory e arrivano al Diamante Baseball nello stesso momento in cui arrivano i ladri. Cercano di tenere il diamante fuori dalle mani dei ladri, ma Nicky alla fine lo cattura e prende Kermit in ostaggio. Tuttavia, nel frattempo, Piggy è riuscita a scappare dal carcere e arriva in sella ad una motocicletta giusto in tempo per salvare Kermit. Messo fuori combattimento Nicky, mette al tappeto Carla, Marla e Darla con una raffica di mosse di karate. All'arrivo della polizia, tutte le accuse contro Piggy vengono lasciate cadere, Nicky e le sue complici vengono arrestate e i Muppet ottengono il meritato credito per aver sventato la rapina.
I Muppet tornano negli Stati Uniti in aereo, ma vengono gettati fuori dalla stiva e si paracadutano, oltre i titoli di coda.

## I cameo
Nel film sono presenti cameo di tanti attori famosi:
- Robert Morley, nei panni del gentiluomo inglese.
- Peter Ustinov, nei panni del camionista.
- Jack Warden, nei panni di Mr. Tarkanian, il direttore del giornale.
- John Cleese, nei panni di Neville, il padrone della villa.
- Joan Sanderson, nei panni di Dorcas, la padrona della villa.
- Peter Falk, nei panni del vagabondo.

## Accoglienza

### Botteghino
Costato $ 14 milioni, il film ha incassato $ 20 milioni negli Stati Uniti ed è stato considerato una delusione al botteghino.

### Critica
Giallo in casa Muppet ha ricevuto recensioni generalmente positive. Il film ha una valutazione di approvazione del 76% basata su 21 recensioni sul sito di recensioni aggregate Rotten Tomatoes con un punteggio medio di 6,47 / 10.  Il consenso del sito dice che "Giallo in casa Muppet è irregolare, ma la presenza accattivante di Kermit, Miss Piggy e la banda assicurano che questo colpo di rapina sia sempre guardabile con disinvoltura." Roger Ebert del Chicago Sun-Times ha dato al film un punteggio di due stelle (su quattro) e ha concluso la sua recensione dicendo che "la mancanza di un tocco all'avanguardia fa male a questo film. È troppo bello, troppo carico di routine, troppo prevedibile e troppo sicuro."

### Riconoscimenti
- 1982 - Premio Oscar
  - Candidatura - Migliore canzone (The First Time It Happens) a Joe Raposo
- 1982 - Young Artist Awards
  - Candidatura - Miglior film per famiglie/commedia o fantasy